# Squarcialupi-Codex

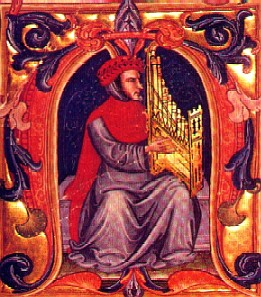
Buchmalerei aus dem Squarcialupi-Codex: Francesco Landini

Der Squarcialupi-Codex ist eine Werksammlung von Komponisten des Trecento.

## Entstehung
Der Codex wurde handschriftlich verfasst zwischen 1410 und 1415, und zwar im Kloster Santa Maria degli Angeli zu Florenz. Zielsetzung der Verfasser war es, möglichst alle Werke der verstorbenen und noch lebenden Komponisten des Trecento zu sammeln.
Seinen Namen erhielt der Codex vom Organisten Antonio Squarcialupi, der ihn zwar nicht selbst verfasste, in dessen Besitz er sich jedoch im 15. Jahrhundert befand. Danach gelangte er über Vermittlung von Raffaele Bonamici und Giuliano di Lorenzo de’ Medici 1512/13 an die Biblioteca Medicea Laurenziana (Signatur: Palatino 87).

## Aufbau und Repertoire
Der Codex enthält auf 216 Folios 352 Werke von zwölf Komponisten des Trecento. Die Werke sind nach Komponisten geordnet. Der mit Abstand am meisten Platz einnehmende Komponist ist der bekannte Francesco Landini, der mit 145 Werken vertreten ist. Es folgen mit weitaus weniger Werken Jacopo da Bologna (38 Werke) und Bartolino da Padova (37 Werke).